# Adamuz
Adamuz település Spanyolországban, Córdoba tartományban. Adamuz Cardeña, Montoro, Obejo, Pedro Abad, Villafranca de Córdoba, Villanueva de Córdoba, Córdoba és El Carpio községekkel határos. Lakosainak száma 4091 fő (2024).

## Népesség
A település népessége az elmúlt években az alábbi módon változott:
| Lakosok száma | 4451 | 4397 | 4476 | 4419 | 4467 | 4398 | 4270 | 4192 | 4141 | 4091 |
|               | 2001 | 2004 | 2006 | 2009 | 2011 | 2014 | 2016 | 2019 | 2021 | 2024 |